# Miss Venezuela 1999
El Miss Venezuela 1999 fue la cuadragésima sexta (46.ª) edición del certamen Miss Venezuela, realizado el viernes 10 de septiembre de 1999 y transmitido por Venevisión desde el Poliedro de Caracas. Al final del evento, Carolina Indriago, Miss Venezuela 1998, de Delta Amacuro, coronó a Martina Thorogood, de Miranda, como su sucesora. 
La animación corrió a cargo de Maite Delgado y José Luis Rodríguez "El Puma", junto con la participación especial de Carmen Victoria Pérez, Bárbara Palacios y Fausto Malavé.

## Ganadoras

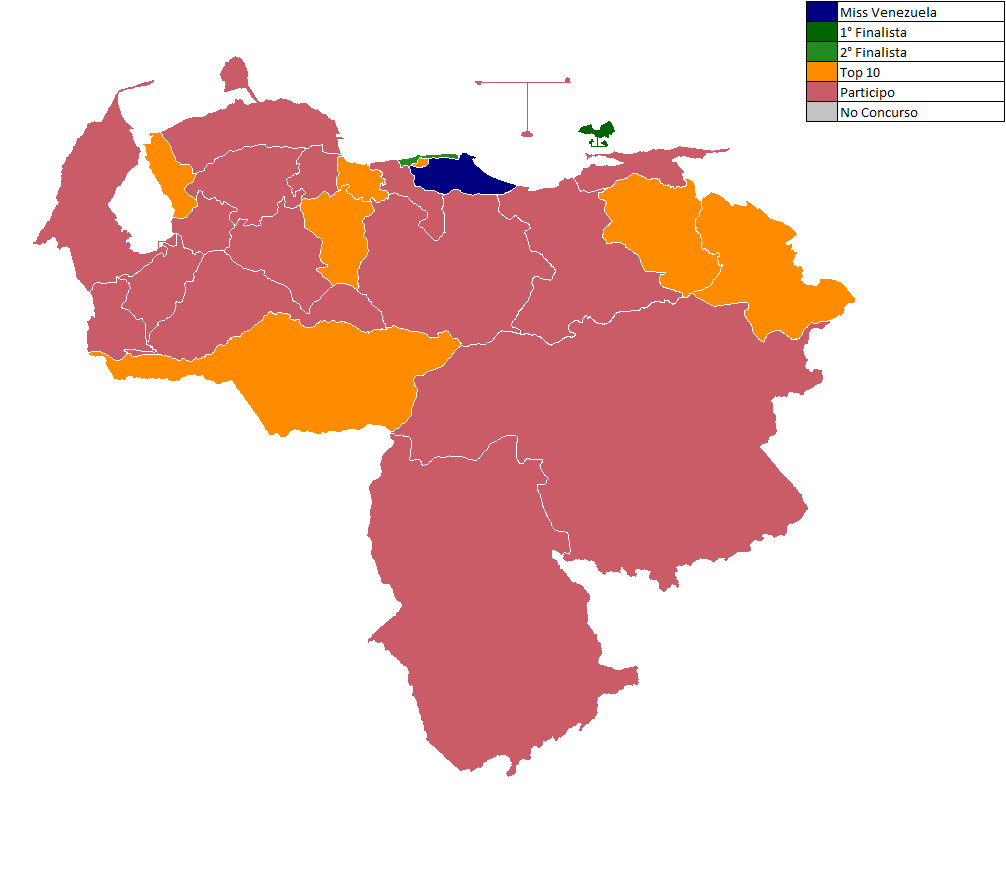
Miss Venezuela 1999

| Resultado               | Candidata |
| ----------------------- | --- |
| Miss Venezuela 1999     | - Miranda — Martina Thorogood |
| 1.ª Finalista           | - Nueva Esparta — Norkys Batista |
| 2.ª Finalista           | - Vargas — Andreína Llamozas |
| Semifinalistas (Top 10) | - Apure — María Luisa Flores - Carabobo — Antonella Baricelli - Cojedes — Rocío Álvarez - Costa Oriental — María Laura Lugo - Delta Amacuro — Eva Priscila Soler - Distrito Federal — Claudia Moreno - Monagas — Mayerling Moreno |

## Desarrollo
El evento contó en el opening con una presentación previa de Bárbara Palacios, Fausto Malavé y Carmen Victoria Pérez contando anécdotas del evento más seguido en Venezuela. Luego en el escenario tres carros de gran lujo antecedieron a la presencia nuevamente de Carmen Victoria Pérez, Maite Delgado y Bárbara Palacios. Paso siguiente, unas floridas y amarillas concursantes bailaron la canción de Ricky Martin, Living: La vida loca, mezclada con el tema musical bandera de una famosa gaseosa internacional.
El segmento de gitanerías cantado y bailado por Liliana y Lilibeth dio pie al desfile en traje de baño donde una Liliana 'leedora' de nombres en la palma de la mano presentaba a las candidatas.
El punto central del concurso fue el homenaje a Billo Frómeta, donde Ricardo Montaner, los hermanos Primera, Daniel Somaróo, Daniel Sarcos, Eddy Thomas, Mirla, Mirtha y Eva Blanco junto a Simón Díaz completaron el cuadro que levantó al público presente y le dio alegría al concurso.
La animación contó con la colaboración de Maite Delgado y en algunas oportunidades del cantante José Luis Rodríguez.
La presentación de las candidatas en traje de gala ha dejado de lado la extravagancia de otros años y se ha centrado en mostrar los diseños con un óptica plástica y de alta factura. Adicionalmente este segmento contó con la selección de las 10 candidatas, las cuales fueron: Cojedes, Monagas, Delta Amacuro, Costa Oriental, Distrito Federal, Carabobo, Nueva Esparta, Miranda, Apure y Vargas, quienes contestaron preguntas escogidas por ellas al azar. Antes y después estuvieron los cantantes Jex y José Luis para luego definir a la reina y primera y segunda finalistas arriba mencionadas.
Los temas del nuevo CD de José Luis fueron presentados en esta oportunidad, al principio canto temas del grupo Los Panchos y para darle paso al recién estrenado compact, que contiene un remix de sus canciones más movidas y cerró con el tema Fiesta, que parece ser el que sonará en los próximos meses en las radios venezolanas, por lo rítmico de su letra.

## Candidatas Oficiales
| Estado                 | Candidata                            | Edad | Estatura (m) | Ciudad Natal   |
| ---------------------- | ------------------------------------ | ---- | ------------ | -------------- |
| Amazonas               | Jenny Johanna Negrón Lozada          | 21   | 1,76         | Caracas        |
| Anzoátegui             | Adriana Ramilet Maurera Boyer        | 24   | 1,77         | Puerto La Cruz |
| Apure                  | María Luisa Flores García            | 19   | 1,73         | Caracas        |
| Aragua                 | Lenny Zulai Utria                    | 22   | 1,77         | Maracay        |
| Barinas                | Bethzabeth Roselyn Zárraga Escalona  | 21   | 1,80         | Barquisimeto   |
| Bolívar                | Mairlyn Trinidad Pereira García      | 19   | 1,75         | Valencia       |
| Carabobo               | Antonella Coromoto Baricelli Hidalgo | 18   | 1,70         | Valencia       |
| Cojedes                | Rocío Álvarez Márquez                | 18   | 1,72         | Caracas        |
| Costa Oriental         | María Laura Lugo Soto                | 18   | 1,76         | Maracaibo      |
| Delta Amacuro          | Eva Priscila Soler Ruiz              | 18   | 1,81         | Maracay        |
| Dependencias Federales | Marjorie Lisette de Sousa Rivas      | 19   | 1,72         | Caracas        |
| Distrito Federal       | Claudia Cristina Moreno González     | 21   | 1,83         | Caracas        |
| Falcón                 | Ilse Johanna Pappe Salas             | 25   | 1,73         | Caracas        |
| Guárico                | María Fernanda León Pinto            | 18   | 1,76         | Valencia       |
| Lara                   | Deyrim Alejandra Rivas Grimontt      | 19   | 1,79         | Barquisimeto   |
| Mérida                 | Beatriz Elena Picott Medina          | 20   | 1,76         | Caracas        |
| Miranda                | Martina Thorogood Heemsen            | 27   | 1,75         | Valencia       |
| Monagas                | Mayerling Del Valle Moreno Palomo    | 18   | 1,76         | Maturín        |
| Nueva Esparta          | Norkys Yelitza Batista Villarroel    | 22   | 1,74         | Caracas        |
| Portuguesa             | María Eugenia Fagúndez Mier y Terán  | 21   | 1,78         | Barquisimeto   |
| Sucre                  | Siudy Jannett Mijares Nieto          | 19   | 1,80         | Maracay        |
| Táchira                | Carol Ann Useche Page                | 18   | 1,72         | San Cristóbal  |
| Trujillo               | Madelaine Cecilia Sánchez Ríos       | 22   | 1,82         | Caracas        |
| Vargas                 | Andreína Mercedes Llamozas González  | 19   | 1,76         | Caraballeda    |
| Yaracuy                | Fanny Trinidad Moraga Riera          | 19   | 1,82         | Barquisimeto   |
| Zulia                  | Yelitza Del Pilar Vásquez Moreno     | 21   | 1,74         | Maracaibo      |

## Miss República Bolivariana de Venezuela 2000
charlie zaa
Miss República Bolivariana de Venezuela 2000 (denominado también Miss Venezuela: Hacia el Miss Universo 2000) fue la primera (1°) y hasta el momento única edición especial del certamen Miss Venezuela, cuya final se llevó a cabo en la ciudad de Caracas, Venezuela, en el Estudio 1 de Venevisión, el sábado 26 de febrero de 2000. Candidatas de 10 entidades y territorios del país compitieron por el título. Al final del evento, Claudia Moreno, candidata N° 8, fue coronada como Miss República Bolivariana de Venezuela 2000.
De este modo, Claudia Moreno, obtuvo el derecho de representar a Venezuela en Miss Universo 2000 en Nicosia, Chipre, donde posteriormente se posicionaría como 1ª Finalista de la contienda universal. El concurso fue transmitido en vivo y directo para toda Venezuela por Venevisión. El evento estuvo conducido por Maite Delgado.

## Historia
Después de la edición de Miss Venezuela 1999 fuera realizada un concurso de emergencia para elegir al representante de Venezuela en el concurso Miss Universo 2000 ello debido a un requerimiento hecho por la Organización Miss Universo. Martina Thorogood, Miss Venezuela 1999 no fue elegible para competir en el certamen de 2000 porque ya había sido elegida primera finalista en Miss Mundo 1999. 10 ex delegadas de ediciones anteriores de Miss Venezuela participaron en él. Esta vez las candidatas fueron enumeradas

## Resultados
| Resultados Finales                           | Candidatas            |
| -------------------------------------------- | --------------------- |
| Miss República Bolivariana de Venezuela 2000 | 08 - Claudia Moreno   |
| Primera Finalista                            | 09 - María Laura Lugo |
| Segunda Finalista                            | 10 - Karelys Ollarves |

## Áreas de competencia

### Final
La noche final fue transmitida en vivo para toda Venezuela por Venevisión.
El grupo de 10 candidatas se dio a conocer durante la competencia final.
Todas las 10 candidatas fueron evaluadas por un Jurado final:
- Las 10 candidatas desfilaron en una ronda en traje de baño (similares para todas).
- Las mismas desfilaron en traje de noche (elegidos al gusto de cada concursante).
- Posteriormente, las candidatas fueron sometidas a una ronda de preguntas.
- Basado en el desenvolvimiento en las áreas mencionadas, el jurado eligió a las tres finalistas de la noche.
- Basado en sus calificaciones en la ronda de preguntas, el jurado determinó las posiciones finales y a la ganadora, Miss República Bolivariana de Venezuela 2000.

### Jurado final
Estos fueron los miembros del jurado que evaluaron a las semifinalistas y finalistas para elegir a Miss República Bolivariana de Venezuela 2000:
- Víctor Garrido, presidente del Centro de Investigaciones Económicas.
- Ramiro Finol, empresario.
- Dr. Sixto Bermdúdez, odontólogo.
- Matilde Ochoa de Rodríguez, esposa del gerente general del Hotel Tamanaco Internacional.
- Dr. Moisés Kauffman, especialista en odontología estética.
- Jacqueline Jenker, directora de relaciones públicas de Lufhtansa Airlines.
- Dr. Alberto Pierini, cirujano plástico.
- Zavina de Monsa, esposa del excelentísimo Embajador de Marruecos.
- George Wittles, diseñador de joyas y presidente de Moda In Alta Moda.
- Bella Berens, dama de la sociedad.
- Gibson Preziuso, director de Air France para Venezuela y las Antillas.
- Lucía Otero, dama de la sociedad.
- Alfredo Schell, director de la revista Horizonte de Avensa.
- Lili Galdo, directora de proyectos especiales de la cadena Univisión.
- Dr. Vladimir Hessen, vicepresidente del Banco de Venezuela.
- Neyla Moronta, Miss Venezuela 1974.
- Camilo Moedra, presidente de Universal Music para Venezuela.
- Patricia Cohen, dama de la sociedad.

## Candidatas
(En la tabla se utiliza su nombre completo, los sobrenombres van entrecomillados y los apellidos utilizados como nombre artístico, entre paréntesis; fuera de ella se utilizan sus nombres «artísticos» o simplificados)
| N.º | Candidatas                              | Edad | Estatura | Ciudad natal  |
| --- | --------------------------------------- | ---- | -------- | ------------- |
| 01  | Daniella Margarita Mateu Briceño        | 24   | 1,70 m   | Caracas       |
| 02  | María Alejandra Márquez Llorca          | 23   | 1,71 m   | Guarenas      |
| 03  | Claudia Virginia La Gatta Quintana      | 20   | 1,71 m   | Caracas       |
| 04  | Johanna Danerys Grimaldo Castro         | 22   | 1,76 m   | San Cristóbal |
| 05  | Angie Lilia Pérez Capobianco            | 20   | 1,76 m   | Caracas       |
| 06  | Sandra Buseth Koplin                    | 21   | 1,75 m   | Caracas       |
| 07  | Hildeghard Germaine Gehrenbeck Gabaldón | 22   | 1,80 m   | Caracas       |
| 08  | Claudia Cristina Moreno González        | 22   | 1,78 m   | Caracas       |
| 09  | María Laura Lugo Soto                   | 19   | 1,76 m   | Maracaibo     |
| 10  | Karelys Margarita Ollarves Villarreal   | 21   | 1,80 m   | Lagunillas    |

## Datos acerca de las delegadas
- Todas las delegadas del Miss República Bolivariana de Venezuela 2000 participaron en ediciones anteriores del Miss Venezuela:
  - Daniela Mateu (1) representó a Monagas en el Miss Venezuela 1995.
  - María Alejandra Márquez (2) representó a Miranda, ganado la banda de "Piernas más lindas" en el Miss Venezuela 1997.
  - Claudia La Gatta (3) representó a Barinas en el Miss Venezuela 1997.
  - Johanna Grimaldo (4) representó Táchira, ganando la banda de "Mejor Cabello", siendo semifinalista del Top 10 en el Miss Venezuela 1998.
  - Angie Pérez (5) representó a Barinas en el Miss Venezuela 1998.
  - Sandra Buseth (6) representó a Yaracuy en el Miss Venezuela 1997.
  - Hildegard Gehrenbeck (7) representó Mérida en el Miss Venezuela 1996.
  - Claudia Moreno (8) representó a Distrito Capital, ganando la banda de "Miss Figura", siendo semifinalista del Top 10 en el Miss Venezuela 1999.
  - María Laura Lugo (9) representó a la Costa Oriental, siendo semifinalista del Top 10 en el Miss Venezuela 1999.
  - Karelys Ollarves (10) representó a la Costa Oriental en el Miss Venezuela 1996.